# Svea af Bohuslän
Svea av Bohuslän är ett svenskt passagerarfartyg som byggdes år 1904 på Bergsunds Mekaniska Verkstad i Stockholm och sattes in på en rutt mellan Augustendal och Slussen under namnet Nya Avance
År 1914 döptes hon om till Avance II och i april 1936 lades hon upp.
År 1937 såldes hon till Kungliga Marinförvaltningen för 7 000 kronor och döptes om  till Märsgarn. Hon användes för transport av personal vid Horsfjärden för Stockholms örlogsvarv fram till slutet av 1970-talet.
År 1980 såldes hon till en privatperson och efter flera ägar- och namnbyten byggdes hon om och återfick hon namnet Avance II år 1993.
År 2000 såldes hon till Rederi AB Dala Husby i Husby och döptes om till Dala Husby. Hon renoverades vid Oxelösunds båtvarv och stora delar av skrovet byttes ut. Hon transporterades med lastbil från Gävle till Husby och sattes i trafik på Dalälven mellan Avesta, Hedemora och Husby.  
I juli 2007 såldes hon till Klave Rederi AB i Smögen och fick namnet Svea af Smögen. Året efter sattes hon i trafik på Sotekanalen. Efter ytterligare ägare- och namnbyten hamnade hon hos Kulturbåtarna AB i Göteborg. Sommaren 2018 gick rederiet konkurs och den 29 november samma år såldes hon på auktion till Bohus-Malmöns Marina AB på Bohus-Malmön för 1,2 miljoner kronor.
Svea af Bohus Malmön trafikerar en rutt mellan Smögen och Bohus-Malmön om sommaren och gör  temakryssningar på kvällarna.